# Grand Canyon, Arizona
Grand Canyon, Arizona è un cortometraggio muto del 1912 prodotto dalla Nestor. Il nome del regista non viene riportato nei credit.

## Produzione
Il film fu prodotto dalla Nestor Film Company.

## Distribuzione
Distribuito dalla Motion Picture Distributors and Sales Company, il film - un cortometraggio di 50 metri - uscì nelle sale cinematografiche statunitensi il 24 febbraio 1912. Nelle proiezioni, veniva programmato con il sistema dello split reel, accorpato in un'unica bobina con due altri cortometraggi prodotti dalla Nestor, Settled Out of Court e Tightwad Almost Saves a Dollar.